# Podobieństwo częściowe
Podobieństwo częściowe (ang. partial similarity) jest szczególnym rodzajem podobieństwa, które jest spełnione jedynie częściowo. Zjawisko takie występuje np. kiedy zachowanie wartości wszystkich liczb podobieństwa, przy zmianie skali przeprowadzanego procesu, jest niemożliwe.

## Przykład
Problem podobieństwa częściowego występuje powszechnie przy projektowaniu statków. Aby modele (laboratoryjny i rzeczywisty) były sobie podobne, wartości wszystkich liczb podobieństwa muszą zostać zachowane. Liczbami kryterialnymi opisującymi zjawiska hydrodynamiczne, stosowanymi m.in. przy projektowaniu statków, są liczby Frouda:
{\displaystyle Fr={\frac {v^{2}}{lg}}}
oraz liczba Reynoldsa:
{\displaystyle Re={\frac {vd\rho }{\mu }}.}
Jedynym parametrem, który można regulować przy zmianie skali w liczbie Frouda jest prędkość (nie da się regulować wartości przyspieszenia ziemskiego, a wymiar charakterystyczny jest narzucony przez skalę). W takiej sytuacji oznacza to, że żeby zachować wartość liczby Reynoldsa należy zmienić lepkość płynu (w tym wypadku wody). Jeżeli skala zostanie zwiększona dziesięciokrotnie, lepkość płynu musi wynosić około 3% lepkości wody. Spełnienie takiego warunku jest niemożliwe, ponieważ nie istnieje ciecz o tak niskiej lepkości.